# Ecuación de Helmholtz
La ecuación de Helmholtz, nombrada así por Hermann von Helmholtz, viene dada por:
| Símbolo                     | Nombre               |
| --------------------------- | -------------------- |
| {\displaystyle \nabla ^{2}} | Laplaciano           |
| {\displaystyle k}           | Número real positivo |
| {\displaystyle \phi }       | Campo escalar        |

La ecuación aparece en varios contextos de la física donde {\displaystyle \scriptstyle k} se interpreta como el número de onda. Así también, dicha ecuación es comúnmente encontrada en problemas de electromagnetismo, en la teoría del potencial de Yukawa y, como caso particular, en la ecuación de Klein-Gordon para un campo estacionario.

## Ecuación en electromagnetismo
Vamos a mostrar como se deduce la ecuación de Helmholtz a partir de las ecuaciones de Maxwell. Para medios no conductores lineales libres de fuentes caracterizados por {\displaystyle \scriptstyle \epsilon } y {\displaystyle \scriptstyle \mu (\sigma =0)}, las ecuaciones de Maxwell se reducen a:

(1){\displaystyle {\vec {\nabla }}\times {\vec {E}}=-\mu {\frac {\partial {\vec {H}}}{\partial t}}}

(2){\displaystyle {\vec {\nabla }}\times {\vec {H}}=\epsilon {\frac {\partial {\vec {E}}}{\partial t}}}

(3){\displaystyle {\vec {\nabla }}\cdot {\vec {E}}=0}

(4){\displaystyle {\vec {\nabla }}\cdot {\vec {H}}=0}

Las ecuaciones anteriores (1), (2), (3) y (4) son ecuaciones diferenciales de primer orden para los campos {\displaystyle {\vec {E}}} y {\displaystyle {\vec {H}}}. Podemos combinarlas para producir una ecuación de segundo orden conteniendo únicamente {\displaystyle {\vec {E}}} o {\displaystyle {\vec {H}}}. Usamos las ecuaciones (1) y (2) y operando se obtiene:

{\displaystyle {\vec {\nabla }}\times {\vec {\nabla }}\times {\vec {E}}=-\mu {\frac {\partial ({\vec {\nabla }}\times {\vec {H}})}{\partial t}}=-\mu \cdot \epsilon {\frac {\partial ^{2}{\vec {E}}}{\partial t^{2}}}}

Sin embargo sabemos que:

{\displaystyle {\vec {\nabla }}\times {\vec {\nabla }}\times {\vec {E}}={\vec {\nabla }}({\vec {\nabla }}\cdot {\vec {E}})-{\vec {\nabla ^{2}}}{\vec {E}}}

y usando la ecuación (3) tenemos que:

{\displaystyle {\vec {\nabla }}\times {\vec {\nabla }}\times {\vec {E}}=-{\vec {\nabla ^{2}}}{\vec {E}}}

Por lo tanto sustituyendo los términos tenemos finalmente que:

{\displaystyle {\vec {\nabla ^{2}}}{\vec {E}}=\mu \cdot \epsilon {\frac {\partial ^{2}{\vec {E}}}{\partial t^{2}}}}

La velocidad de fase viene dada por:

{\displaystyle v_{\mathrm {p} }={\frac {\omega }{k}}}

lo que significa que: {\displaystyle v_{\mathrm {p} }={\frac {1}{\sqrt {\mu \epsilon }}}}
y por lo tanto, sustituyendo, tenemos:
{\displaystyle {\vec {\nabla ^{2}}}{\vec {E}}-{\frac {1}{v_{\mathrm {p} }^{2}}}{\frac {\partial ^{2}{\vec {E}}}{\partial t^{2}}}=0}
Análogamente podemos sacar la ecuación para {\displaystyle {\vec {H}}}:

{\displaystyle {\vec {\nabla ^{2}}}{\vec {H}}-{\frac {1}{v_{\mathrm {p} }^{2}}}{\frac {\partial ^{2}{\vec {H}}}{\partial t^{2}}}=0}

Como podemos apreciar, las dos ecuaciones anteriores son las ecuaciones de onda vectoriales homogéneas. Descomponiendo estas dos ecuaciones obtenidas en coordenadas cartesianas podemos descomponerlo en tres ecuaciones de ondas escalares, homogéneas y unidimensionales. Cada componente del campo eléctrico y magnéticos debe satisfacer una ecuación cuya solución representa una onda.
Si se supone que el campo tiene dependencia armónica con el tiempo de la forma {\displaystyle {\vec {\psi }}={\mbox{Re}}({\vec {\psi _{0}}}e^{-i\omega t})}, donde {\displaystyle \psi } puede ser tanto {\displaystyle {\vec {E}}} como {\displaystyle {\vec {H}}}, se llega a la conclusión:

{\displaystyle {\vec {\nabla ^{2}}}{\vec {E_{\mathrm {s} }}}+{\frac {\omega ^{2}}{v_{\mathrm {p} }^{2}}}{\vec {E_{\mathrm {s} }}}=0}

o

{\displaystyle {\vec {\nabla ^{2}}}{\vec {E_{\mathrm {s} }}}+k^{2}{\vec {E_{\mathrm {s} }}}=0}

Análogamente encontramos la siguiente ecuación para el campo magnético:

{\displaystyle {\vec {\nabla ^{2}}}{\vec {H_{\mathrm {s} }}}+k^{2}{\vec {H_{\mathrm {s} }}}=0}